# Rizomorf

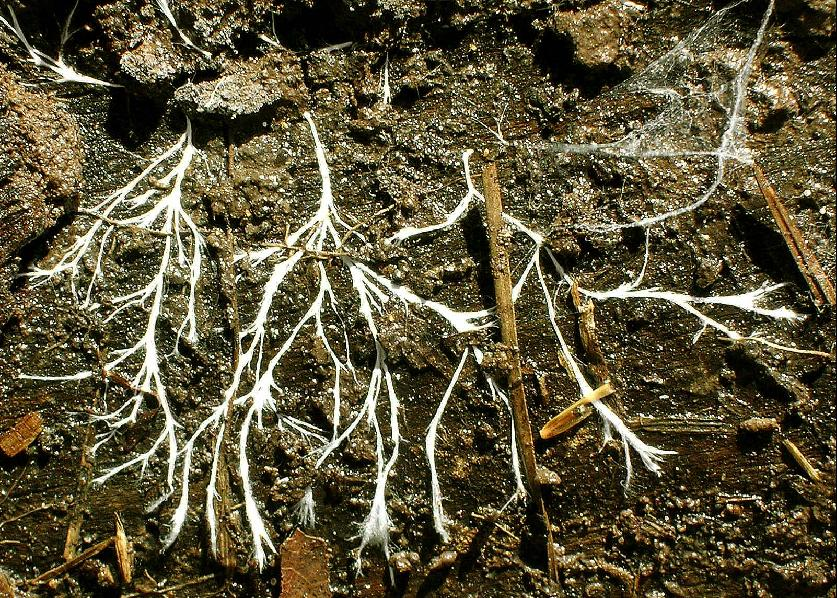
Rizomorfs en fusta podrida

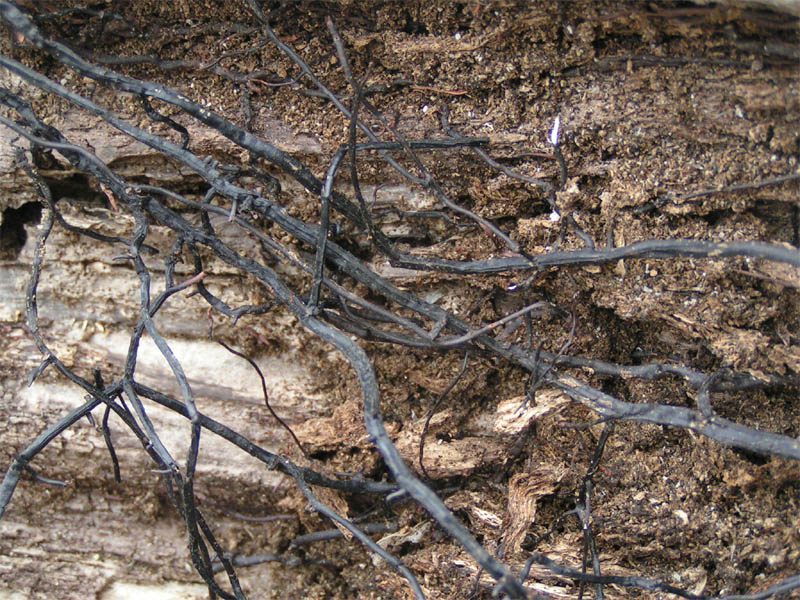
Rizomorfs dArmillaria

Els rizomorfs (del grec: 'formes d'arrel') són agregacions d'hifes de fongs orinetades paral·lelament. Aquestes agregacions tenen la forma d'arrels de plantes i sovint tenen funcions similars a les d'aquestes.
Els rizomorfs són capaços de conduir nutrients al llarg de grans distàncies. En els fongs paràsits poden ajudar a estendre les infeccions, En el cas d'espècies de fongs com Serpula lacrymans poden ser capaces de penetrar en els maons.
Els rizomorfs poden créixer 9 metres en llargada i 5 mm en diàmetre.